# Telesfor Banaszkiewicz
Telesfor Banaszkiewicz (ur. 27 listopada 1908 w Poznaniu, zm. wiosną 1940 w Katyniu) – polski piłkarz, lekkoatleta, ekonomista, działacz społeczny i porucznik rezerwy piechoty Wojska Polskiego, napastnik Warty Poznań (1929–1935), ofiara zbrodni katyńskiej.

## Życiorys
Był synem robotnika Walentego (ur. 1866) i Antoniny z Nowaków. Miał dziewięcioro rodzeństwa: cztery siostry (Marię, Kazimierę, Wiktorię i Weronikę) oraz pięciu braci (Leona, Stanisława, Aleksandra, Józefa i Maksymiliana). Absolwent liceum handlowego, kursu na oficera rezerwy w Batalionie Podchorążych Rezerwy Piechoty w Zambrowie oraz Wyższej Szkoły Handlowej w Poznaniu (ekonomia). Był piłkarzem i lekkoatletą „Pogoni” i klubu sportowego Warta Poznań. Działał w Stowarzyszeniu Absolwentów tejże uczelni (m.in. członek Komisji Rewizyjnej w 1938). Członek rzeczywisty Korporacji Akademickiej K! Mercuria. 1 stycznia 1933 awansowany na porucznika rezerwy i przydzielony do 74 Górnośląskiego pułku piechoty. Po studiach przeniósł się do Katowic i tu zamieszkał.

W czasie kampanii wrześniowej 1939, po agresji ZSRR na Polskę, w nieznanych okolicznościach dostał się do niewoli sowieckiej i osadzono go w obozie jenieckim w Kozielsku. Wiosną 1940 został zamordowany przez funkcjonariuszy NKWD w lesie katyńskim i tam pogrzebany w bezimiennej mogile zbiorowej, gdzie po 60 latach otwarto Polski Cmentarz Wojenny w Katyniu. Figuruje na liście wywózkowej z 2 kwietnia 1940.
5 października 2007 minister obrony narodowej Aleksander Szczygło mianował go pośmiertnie na stopień kapitana. Awans został ogłoszony 9 listopada 2007 w Warszawie, w trakcie uroczystości „Katyń Pamiętamy – Uczcijmy Pamięć Bohaterów”.

## Odznaczenia
1 stycznia 1986 został pośmiertnie odznaczony Krzyżem Kampanii Wrześniowej.